# Tamássy Miklós

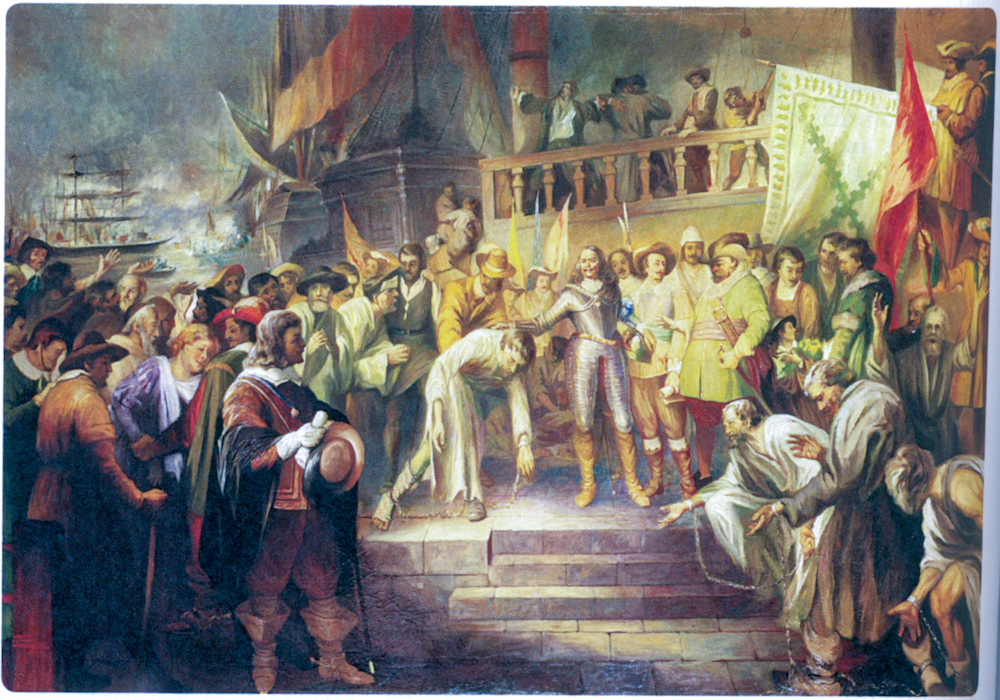
Ruyter admirális fogadja a kiszabadított magyar prédikátorokat

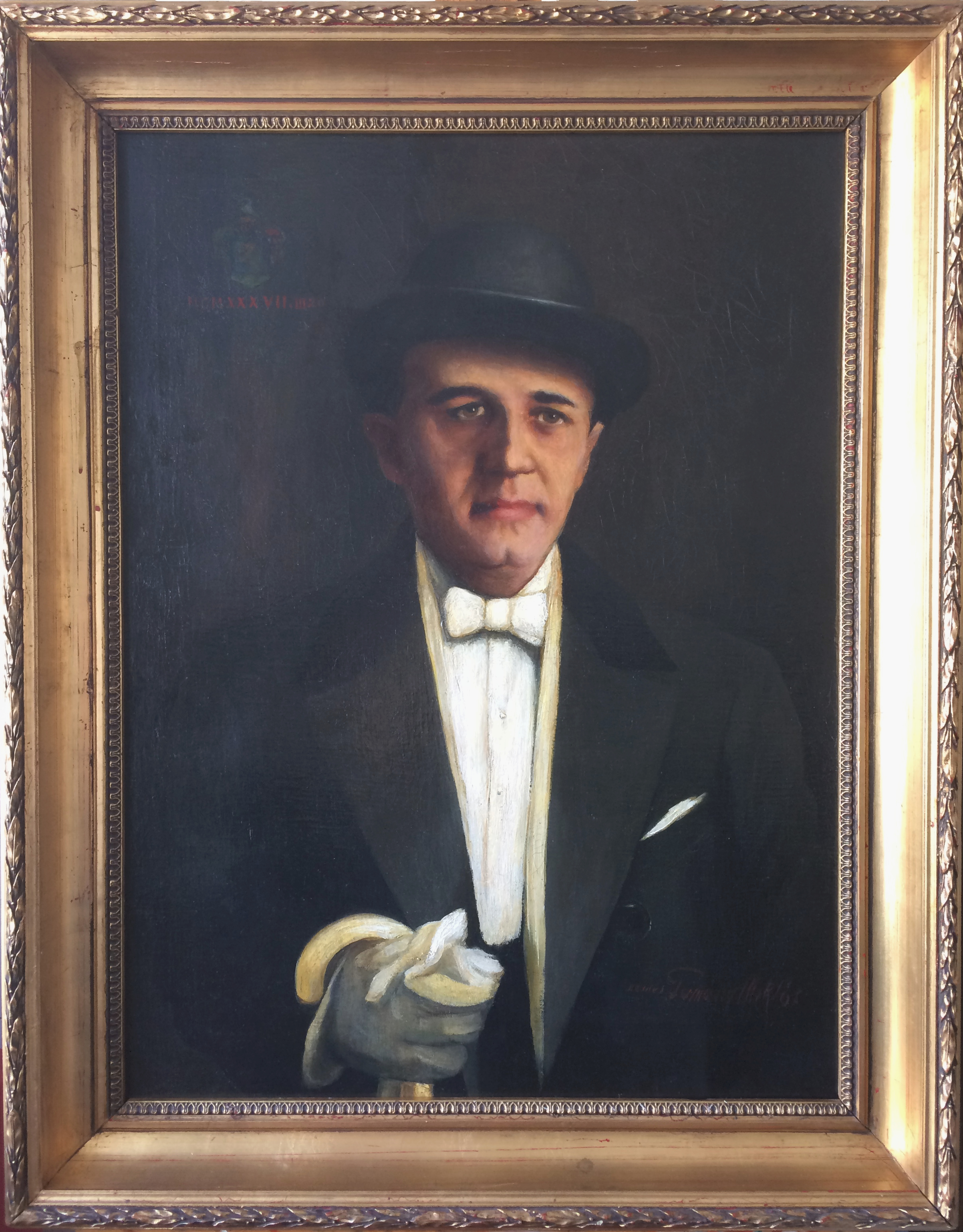
Nemes Tamássy Miklós: Önarckép/portré 1937.03.20.

Tamássy Miklós (Debrecen, 1881. március 20. – Budapest, Erzsébetváros, 1951. augusztus 31.) festőművész, díszlettervező.

## Pályája
Tamássy György és Győrffy Klára fia. Tanulmányait az Iparművészeti Iskolában kezdte, ahol Pap Henrik és Hegedűs László voltak a tanárai. 1904-ben a festőakadémia (Képzőművészeti Főiskola) elvégzése után 1908–1920 között az Operaház szcenikai segédfelügyelője, majd 1931. szeptember 30-ig szcenikai főfelügyelője volt, emellett rendszeres kiállítója volt a Műcsarnok és a Nemzeti Szalon tárlatainak. Részt vett a firenzei és a müncheni kiállításokon is.
A Phőnix filmgyárnál is működött mint díszlettervező (99-es; Az Ördög; Árendás zsidó; Judás; Skorpió). Az 1930-as években az állami színházak szcenikai felügyelője volt és elméleti szócikkeket írt a Színészeti lexikonba. Kéméndy Jenővel együtt több új technikai megoldást alkalmazott a Wagner-operák színrehozatalánál (rajnai sellők repülése, walkürök lovaglása). Legsikerültebb díszlet- és jelmeztervei a Cigánybáróhoz és a Kőműves Kelemenhez készültek.
1905. november 27-én Budapesten, a Ferencvárosban házasságot kötött Kubiszka Mária Paulával, Kubiszka Ferenc és Matyasovszky Paula lányával. A Színházi Hét és a Színházi Élet lapok rendszeresen hírt adtak újabb operaházi munkáiról és egyéb művészeti jelentkezéseiről, pl. a Nemzeti Szalonban kiállított műveiről és azok visszhangjáról, illetve életének egyéb eseményeiről is. Beszámoltak 25 éves művészi jubileumáról és lányának, nemes Tamássy Klárának Zerkovitz Istvánnal kötött házasságáról is. A Színházi Élet 1926. február 21-i száma megemlékezik Oláh Gusztáv díszlet- és jelmeztervezővel kapcsolatos sajátos, Zoro és Huru alkati viszonyról és az így kialakult művészi munkamegosztásukról is. Halálát szívkoszorúér-elkeményedés és -elzáródás okozta.

## Művészeti elismerései
1908-ban a londoni kiállításon miniatűrjeivel nyert aranyérmet, 1916-ban San Franciscóban a Japáni figurák c. művével nyert díjat. Képzőművészetét Párizsban elnyert ezüst éremmel is elismerték.
1919 márciusában a Nemzeti Szalonban Kacziány Aladár, Kampis János, és Kárpáthy Jenő mellett csoportkiállítás résztvevője volt 31 művével.
1938-ban a Debreceni Református Kollégium megrendelésére festette a De Ruyter holland admirális kiszabadítja a gályarabságból a magyar református lelkészeket 1676-ban c. képet, mely 2007-es restaurálása után ma a díszteremben látható.
1934-ben a Parlamenti Múzeum számára ajánlotta fel nagyméretű, gróf Tisza István halálát ábrázoló, azonos címet viselő festményét, mely a kétszeres miniszterelnök, volt házelnök ellen a Roheim villa falai között 1918. október 31-én elkövetett merényletet ábrázolja. A festmény restaurálását a Trianon Kutató Intézet Közhasznú Alapítvány a Magyar Nemzeti Múzeum egyedi engedélyével, Szentkirályi Miklós restaurátorművész szakmai mentorálása mellett valósította meg. A nagyközönség számára a festményt első alkalommal 2018. október 29-én a Magyar Nemzeti Múzeum dísztermében, gróf Tisza István halálának 100 éves évfordulója alkalmából megrendezett emlékülésen egyedi készítésű díszkeretében mutatták be.

## Művei
- Ruyter Mihály admirális az “Eendracht” hajón fogadja a Nápolyban kiszabadított magyar prédikátorokat. Debreceni Református Kollégium, olaj, vászon
- Műteremben, 1911. olaj, vászon 97 × 109 cm
- Madonna a gyermek Jézussal, olaj, karton 97 × 64,5 cm
- Tisza István halála, [1934] olaj, vászon 119,5 x 150,5 cm, Magyar Nemzeti Múzeum, Budapest. (Tisza István halála - nemes Tamássy Miklós festményének restaurálása. Youtube. Trianoni Szemle a Trianon Kutatóintézet csatornája. 2018. okt. 28.)
- Spanyol lány, olaj, vászon 89 × 71  cm;
- Önarckép, (1925) olaj, vászon; 23 × 18  cm
- Farsangi emlékek
- Önarckép, (1937) olaj, vászon; 60 × 80 cm[9]
- Csokonai Vitéz Mihály ülő portréja, olaj, vászon; 100 × 90 cm. Református Kollégium, Debrecen[10]
- Tanya gémeskúttal, (1902) olaj, vászon[11]